# Bomba Estéreo
Bomba Estéreo è un gruppo musicale nato nel 2001 in Colombia. In particolare, la canzone Fuego (composta nel 2009 per la Polen Records / Nacional Records) ha riscosso un notevole successo sia in termini di ascolti che nel mercato discografico.

## Formazione
- Simón Mejía (basso elettrico)
- Liliana Saumet (voce)
- Diego Cadavid (percussioni)
- Kike Egurrola (Batteria)
- Julian Salazar (chitarra)

## Discografia

### Album
- Vol. 1 (2006 Polen Records)
- Estalla (2008 Polen Records)
- Blow Up (2009 Nacional Records)
- Ponte Bomb EP (2011 Nacional Records)
- Elegancia Tropical (2012 Polen Records)
- Amanecer (2015 Sony Music)
- Ayo (2017 Sony Music)
- Live in Dublin (2019 Nacional Records)
- Deja (2021 Sony Music)